# Одлис, Борис Наумович

Слева направо: Н. С. Хрущёв, И. И. Сенькин, Б. Н. Одлис

Бори́с Нау́мович О́длис (6 августа 1926 года, г. Первомайск Николаевской области Украинской ССР — 24 января 1997 года, Петрозаводск) — советский хозяйственный деятель, машиностроитель, Заслуженный работник народного хозяйства Карельской АССР (1972), Заслуженный машиностроитель РСФСР (1986).

## Биография
Родился в г. Первомайске Украинской ССР. Окончил среднюю школу г. Каттакурган Узбекской ССР в 1943 году. В 1948 году окончил Ташкентский индустриальный институт.
После завершения учёбы в институте получил распределение в Карело-Финскую ССР на Онежский машиностроительный завод. С 1951 года — главный технолог, с 1952 года — начальник производства завода.
В 1957—1959 годах Б. Н. Одлис работал главным инженером в Совнархозе Карельской АССР.
В сентябре 1959 года вернулся на завод. В 1961 году назначен директором Онежского тракторного завода. В течение 25-ти лет (до 1986 года) Б. Н. Одлис — бессменный руководитель завода.
Под его управлением предприятие награждалось орденом Октябрьской Революции (1971) и орденом Ленина (1974) за высокие производственные показатели.
За личный вклад в развитие тракторостроения СССР Б. Н. Одлис был награждён орденом Октябрьской Революции, орденом Трудового Красного Знамени, орденом «Знак Почёта» и орденом Дружбы народов, ему присвоено звание Заслуженного работника народного хозяйства Карельской АССР и Заслуженного машиностроителя РСФСР.
Похоронен на Сулажгорском кладбище Петрозаводска.
Племянник — доктор технических наук, заслуженный тренер Российской Федерации по самбо Илья Романович Шегельман.

## Сочинения
- Год работы по-новому. Петрозаводск, 1967
- Завод работает по-новому. Петрозаводск, 1969
- Закон успеха: Единство хозяйственной, организационной и идеологической работы. — Петрозаводск: Карелия, 1980. — 104 с.
- В неравновесности тревожной. Петрозаводск, 2004